# Коваленко, Юрий Викторович
Ю́рий Ви́кторович Ковале́нко (укр. Юрій Вікторович Коваленко; 16 июля 1977, Бершадь, Винницкая область — 15 июля 2014, Луганская область) — украинский военный деятель, полковник Вооружённых сил Украины, заместитель командующего отрядом специального назначения 3-го отдельного полка специального назначения (Кировоград) Южного оперативного командования Сухопутных войск. Герой Украины (2015).

## Биография
Родился в городе Бершадь Винницкой области. Воспитывался в семье военного — офицера-подводника. Учился в Бершадской СШ №2. Окончил Одесский военный институт Сухопутных войск. Проходил военную службу сначала в Днепропетровске (в одном из полков 93-й мотострелковой дивизии), затем — в Кировограде.
Принимал участие в военной операции на востоке Украины с самого начала её проведения. Его отряд охранял военные объекты, сопровождал грузы и участвовал в разведывательных операциях и боях.
За время боевых столкновений Юрий Коваленко уничтожил пятнадцать вооруженных противников. Выполнял задания по охране украинско-российской границы близ села Провалье Свердловского района Луганской области. За успешный прорыв разведывательного отряда сквозь боевые порядки противников получил воинское звание «подполковник». В одном из боёв лично спас раненого солдата.
15 июля 2014 года недалеко от Изварино Коваленко и еще семеро бойцов 3-го полка спецназа погибли в результате артиллерийского удара: по заявлению украинского руководства удар был нанесен с территории России. Похоронен 24 июля в Бершадском районе. У Коваленко осталась жена и две дочки.

## Государственные награды
31 марта 2015 посмертно награждён званием Герой Украины с вручением ордена «Золотая Звезда» — «за исключительное мужество, героизм и самопожертвование, проявленные при защите государственного суверенитета и территориальной целостности Украинского государства, верность военной присяге».